# Ian Robertson Porteous
Ian Robertson Porteous (Crossgates, Fife, 9 de outubro de 1930 — Liverpool, 30 de janeiro de 2011) foi um matemático escocês.

## Biografia
Filho do teólogo Norman Porteous (1898–2003), frequentou a escola em Edimburgo e estudou matemática na Universidade de Edimburgo. Após o serviço militar continuou a estudar na Universidade de Cambridge (Trinity College) obtendo um doutorado em 1961 orientado por William Vallance Douglas Hodge (mas a orientação efetiva de sua tese foi conduzida por Michael Atiyah). Em 1959 foi Lecturer na Universidade de Liverpool e em 1972 Senior Lecturer. Trabalhou com geometria diferencial e teoria das singularidades (participação nos Liverpool Singularities Symposien, organisado por Charles Wall, aplicações da teoria da catástrofe por René Thom) e publicou o livro-texto inovativo Topological Geometry (1969). Aposentou-se em 1998.
Traduziu obras matemáticas do russo, em especial sobre teoria das singularidades, por exemplo o primeiro volume de Vladimir Arnold, Sabir Gusein-Zade e Alexander Varchenko Singularities of Differentiable Maps (Birkhäuser).

## Obras
- Topological Geometry, Van Nostrand 1969, 2.ª Edição Cambridge University Press 1981
- The normal singularities of a submanifold, Journal of Differential Geometry, Volume 5, 1971, p. 543–564
- Clifford Algebras and the Classical Groups, Cambridge University Press 1995
- Geometric Differentiation for the intelligence of curves and surfaces, Cambridge University Press, 1994, 2.ª Edição 2001
- Geometric differentiation - a Thomist view of differential geometry, in C. T. C. Wall (Ed.), Singularities Symposium II, Liverpool 1969/70, Springer, Lecture Notes in Mathematics 209, 1971, p. 122–127